# Davis Cup 2024

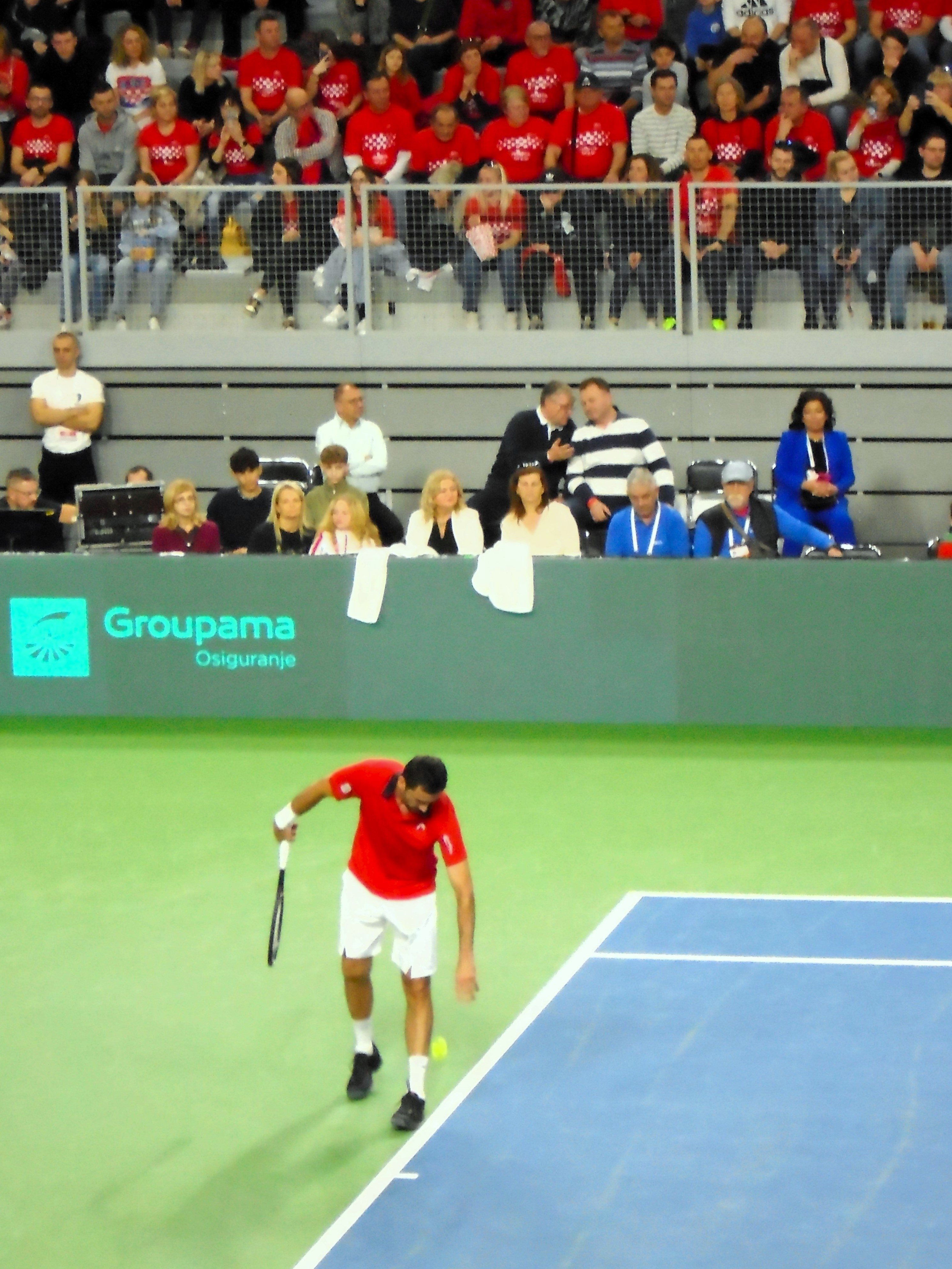
Chorvat Marin Čilić ve varaždínském kvalifikačním kole proti Belgičanu Bergsovi

Davis Cup 2024 byl 112. ročník nejdůležitější týmové soutěže mužů v tenise, do něhož se přihlásilo rekordních 157 národních družstev.
Prvním hracím termínem se stal rozšířený víkend 3. až 4. února, kdy se konalo kvalifikační kolo a baráže první a druhé světové skupiny. Základní skupiny finálového turnaje pro šestnáct účastníků navázaly během týdne od 9. září. Závěrečná vyřazovací fáze finále ukončila ročník v listopadu potřetí ve španělské Malaze. První a druhá světová skupina se konaly o rozšířeném víkendu 14. a 15. září. V každé z nich i přidružené baráži bylo hráno dvanáct vzájemných duelů do tří vítězných bodů ve dvou dnech, se čtyřmi dvouhrami a čtyřhrou jako v pořadí třetím utkáním. Kontinentální zóny 3. , 4. a 5. skupin měly formát jednotýdenních základních bloků a barážové nástavby o konečné pořadí, s dvěma dvouhrami a jednou čtyřhrou, do dvou vítězných bodů. Všechny zápasy byly hrány na  dva vítězné sety. Za stavu her 6–6 rozhodl každou sadu sedmibodový tiebreak. Kapitáni mohli do týmu nominovat až pět hráčů.
Třetí titul získala Itálie po finálové výhře 2–0 nad Nizozemskem, jež ve světovém finále debutovalo. Jako první vítěz od Česka v roce 2013, a šestý od zrušení formátu vyzývacího finále v ročníku 1972, obhájil italský výběr „salátovou mísu“.  Navázal tím na trofeje z let 1976 a 2023. Hlavní oporou vyřazovací finálové fáze byla světová jednička Jannik Sinner, která vyhrála všechny dvouhry a s Matteem Berrettinim jedinou čtyřhru, do níž Italové zasáhli. Italští muži navázali na čtyři dny starou trofej krajanek v Billie Jean King Cupu 2024. Itálie se stala pátým státem, který ovládl Davis Cup i Billie Jean King Cup v jediném kalendářním roce.
Po ruské invazi na Ukrajinu v závěru února 2022 pokračovala suspenzace reprezentací Ruska a Běloruska v soutěži.  V soutěži debutovaly Severní Mariany, které zasáhly do 5. asijsko-oceánské skupiny. Filipíny hrající v téže skupině se do soutěže vrátily poprvé od 2. světové baráže 2020, po tříletém zákazu startu kvůli suspenzaci Filipínského tenisové svazu v Mezinárodní tenisové federaci způsobené vnitřními spory vedení.

## Finále

### Skupinová fáze
- Místo konání: Unipol Arena / Bologna, AO Arena / Manchester, Tenisové centrum v Cheng-čchinu / Ču-chaj, Pavelló Municipal Font de Sant Lluís / Valencie
- Datum: 10.–15. září
- Povrch: tvrdý (hala)
- Formát: Šestnáct týmů vytvořilo čtyři čtyřčlenné skupiny, v nichž hrál každý s každým. Družstva z prvních dvou míst každé skupiny postoupila do listopadové vyřazovací fáze konané od čtvrtfinále.[2]

Skupinové fáze finále se zúčastnilo šestnáct týmů:
- 2 finalisté 2023 (Itálie, Austrálie)
- 2 týmy na divokou kartu (Španělsko, Velká Británie)
- 12 vítězů únorového kvalifikačního kola 2024

| Účastníci | Účastníci     | Účastníci | Účastníci      |
| Argentina | Austrálie     | Belgie    | Brazílie       |
| Česko     | Finsko        | Francie   | Chile          |
| Itálie    | Kanada        | Německo   | Nizozemsko     |
| Slovensko | Spojené státy | Španělsko | Velká Británie |
| --------- | ------------- | --------- | -------------- |

#### Základní skupiny
|  | postup do vyřazovací fáze |

| Skupina | 1. místo      | 1. místo | 1. místo | 1. místo | 2. místo   | 2. místo | 2. místo | 2. místo | 3. místo       | 3. místo | 3. místo | 3. místo | 4. místo  | 4. místo | 4. místo | 4. místo |
| Skupina | tým           | MZ       | U        | S        | tým        | MZ       | U        | S        | tým            | MZ       | U        | S        | tým       | MZ       | U        | S        |
| ------- | ------------- | -------- | -------- | -------- | ---------- | -------- | -------- | -------- | -------------- | -------- | -------- | -------- | --------- | -------- | -------- | -------- |
| A       | Itálie        | 3–0      | 6–3      | 14–10    | Nizozemsko | 1–2      | 4–5      | 12–10    | Belgie         | 1–2      | 4–5      | 11–14    | Brazílie  | 1–2      | 4–5      | 10–13    |
| B       | Španělsko     | 3–0      | 7–2      | 15–9     | Austrálie  | 2–1      | 6–3      | 14–8     | Francie        | 1–2      | 4–5      | 11–12    | Česko     | 0–3      | 1–8      | 6–17     |
| C       | Spojené státy | 3–0      | 8–1      | 16–7     | Německo    | 2–1      | 7–2      | 15–5     | Chile          | 1–2      | 2–7      | 8–16     | Slovensko | 0–3      | 1-8      | 2–12     |
| D       | Kanada        | 3–0      | 7–2      | 15–4     | Argentina  | 2–1      | 6–3      | 12–9     | Velká Británie | 1–2      | 4–5      | 8–10     | Finsko    | 0–3      | 1–8      | 4–16     |

### Vyřazovací fáze
- Místo konání: Martin Carpena Arena / Malaga
- Datum: 19.–24. listopadu 2024
- Povrch: tvrdý (hala)
- Formát: V závěrečném turnaji se utkalo osm týmů vyřazovacím systémem o zisk „salátové mísy“ pro vítěze.

|  | Čtvrtfinále           | Čtvrtfinále           | Čtvrtfinále           |                       |                       | Semifinále            | Semifinále            | Semifinále            |                       |                       | Finále                | Finále                | Finále                |                       |                       |
|  |                       |                       |                       |                       |                       |                       |                       |                       |                       |                       |                       |                       |                       |                       |                       |
|  | 21. listopadu, Malaga |                       |                       |                       |                       |                       |                       |                       |                       |                       |                       |                       |                       |                       |                       |
|  |                       | Itálie                | 2                     |                       |                       |                       |                       |                       |                       |                       |                       |                       |                       |                       |                       |
|  |                       | Argentina             | 1                     |                       |                       | 23. listopadu, Malaga | 23. listopadu, Malaga | 23. listopadu, Malaga | 23. listopadu, Malaga | 23. listopadu, Malaga |                       |                       |                       |                       |                       |
|  |                       |                       |                       |                       |                       | Itálie                | 2                     |                       |                       |                       |                       |                       |                       |                       |                       |
|  | 21. listopadu, Malaga | 21. listopadu, Malaga | 21. listopadu, Malaga | 21. listopadu, Malaga |                       |                       | Austrálie             | 0                     |                       |                       |                       |                       |                       |                       |                       |
|  |                       | Spojené státy         | 1                     |                       |                       |                       |                       |                       |                       |                       |                       |                       |                       |                       |                       |
|  |                       | Austrálie             | 2                     |                       |                       |                       |                       |                       |                       |                       | 24. listopadu, Malaga | 24. listopadu, Malaga | 24. listopadu, Malaga | 24. listopadu, Malaga | 24. listopadu, Malaga |
|  |                       |                       |                       |                       |                       |                       |                       |                       |                       |                       |                       | Itálie                | 2                     |                       |                       |
|  | 20. listopadu, Malaga | 20. listopadu, Malaga | 20. listopadu, Malaga | 20. listopadu, Malaga | 20. listopadu, Malaga |                       |                       |                       |                       |                       |                       | Nizozemsko            | 0                     |                       |                       |
|  |                       | Německo               | 2                     |                       |                       |                       |                       |                       |                       |                       |                       |                       |                       |                       |                       |
|  |                       | Kanada                | 0                     |                       |                       | 22. listopadu, Malaga | 22. listopadu, Malaga | 22. listopadu, Malaga | 22. listopadu, Malaga | 22. listopadu, Malaga |                       |                       |                       |                       |                       |
|  |                       |                       |                       |                       |                       | Německo               | 0                     |                       |                       |                       |                       |                       |                       |                       |                       |
|  | 19. listopadu, Malaga | 19. listopadu, Malaga | 19. listopadu, Malaga | 19. listopadu, Malaga |                       |                       | Nizozemsko            | 2                     |                       |                       |                       |                       |                       |                       |                       |
|  |                       | Nizozemsko            | 2                     |                       |                       |                       |                       |                       |                       |                       |                       |                       |                       |                       |                       |
|  |                       | Španělsko             | 1                     |                       |                       |                       |                       |                       |                       |                       |                       |                       |                       |                       |                       |

#### Finále: Itálie vs. Nizozemsko
| | Itálie | 2 :                                                                        | 0    | Nizozemsko |    |            |
| --- | --- | -------------------------------------------------------------------------- | ---- | ---------- | -- | ---------- |
| Martin Carpena Arena, Málaga, Španělsko 24. listopadu 2024, 16:00 SEČ | |                                                                            |      |            |    |            |
| \| \| \| \| 1. \| 2. \| 3. \| \| \| ----------- \| ------------------------------------------------------------------------------------------------------------------------------------------------------------------------------------------------------------------------------------------------------------------------------------------------------------------------------------------------------------------------------------------------------------------------------------------------------------------------------------------------------------------ \| -------------------------------------------------------------------------- \| ---- \| --- \| -- \| ---------- \| \| 1. \| \| Matteo Berrettini Botic van de Zandschulp \| 6 4 \| 6 2 \| \| \| \| 2. \| \| Jannik Sinner Tallon Griekspoor \| 7 62 \| 6 2 \| \| \| \| 3. \| \| Simone Bolelli / Andrea Vavassori Wesley Koolhof / Botic van de Zandschulp \| \| \| \| nehrálo se \| \| \| \| \| \| \| \| \| \| \| \| \| \| \| \| \| \| \| \| \| \| \| \| \| \| Podrobnosti \| \| \| \| \| \| \| \| \| Předchozí poměr vzájemných zápasů mezi Itálií a Nizozemskem činil 9–1. Naposledy vyhráli Italové v zářijové skupinové fázi finále 2024.[12]Itálie získala třetí titul po triumfech v letech 1976 a 2023. Stala se tak prvním šampionem soutěže od Česka v roce 2013, kterému se podařilo trofej obhájit.[12][3]Nizozemsko startující v Davis Cupu od roku 1920 postoupilo poprvé do světového finále. Vylepšilo tím semifinálové maximum z roku 2001, kdy byl součástí týmu i nehrající kapitán Paul Haarhuis.[13] \| \| \| \| \| \| | |                                                                            |      |            |    |            |
| | |                                                                            | 1.   | 2.         | 3. |            |
| 1. | | Matteo Berrettini Botic van de Zandschulp                                  | 6 4  | 6 2        |    |            |
| 2. | | Jannik Sinner Tallon Griekspoor                                            | 7 62 | 6 2        |    |            |
| 3. | | Simone Bolelli / Andrea Vavassori Wesley Koolhof / Botic van de Zandschulp |      |            |    | nehrálo se |
| | |                                                                            |      |            |    |            |
| | |                                                                            |      |            |    |            |
| | |                                                                            |      |            |    |            |
| Podrobnosti | |                                                                            |      |            |    |            |
| | Předchozí poměr vzájemných zápasů mezi Itálií a Nizozemskem činil 9–1. Naposledy vyhráli Italové v zářijové skupinové fázi finále 2024.Itálie získala třetí titul po triumfech v letech 1976 a 2023. Stala se tak prvním šampionem soutěže od Česka v roce 2013, kterému se podařilo trofej obhájit.Nizozemsko startující v Davis Cupu od roku 1920 postoupilo poprvé do světového finále. Vylepšilo tím semifinálové maximum z roku 2001, kdy byl součástí týmu i nehrající kapitán Paul Haarhuis. |                                                                            |      |            |    |            |

### Kvalifikační kolo
Kvalifikační kolo probíhalo 1.–4. února 2024. Nastoupilo do něj dvacet čtyři družstev, která vytvořila dvanáct párů. Jednotlivé dvojice hrály vzájemná mezistátní utkání. Dvanáct vítězů postoupilo do zářijové skupinové fáze finále 2024. Na dvanáct poražených čekala účast v 1. světové skupině 2024.
Kvalifikační kolo hrálo 24 týmů:
- 12 týmů z 3.–16. místa finále 2023 (Španělsko a Velká Británie obdržely divokou kartu do finále)
- 12 vítězů 1. světové skupiny 2023

| Nasazené týmy 1. Kanada (2. ITF) 2. Srbsko (5.) 3. Chorvatsko (6.) 4. Německo (8.) 5. Nizozemsko (9.) 6. Česko (10.) 7. Spojené státy (11.) 8. Finsko (12.) 9. Francie (13.) 10. Kazachstán (14.) 11. Švédsko (15.) 12. Chile (16.) | Nenasazené týmy - Belgie (17.) - Jižní Korea (18.) - Argentina (19.) - Švýcarsko (21.) - Maďarsko (22.) - Slovensko (23.) - Brazílie (25.) - Portugalsko (26.) - Izrael (31.) - Tchaj-wan (32.) - Peru (34.) - Ukrajina (35.) |

Žebříček ITF k 27. listopadu 2023.
| Kvalifikační kolo – 1.–2., 2.–3. a 3.–4. února 2024 | Kvalifikační kolo – 1.–2., 2.–3. a 3.–4. února 2024 | Kvalifikační kolo – 1.–2., 2.–3. a 3.–4. února 2024 | Kvalifikační kolo – 1.–2., 2.–3. a 3.–4. února 2024 | Kvalifikační kolo – 1.–2., 2.–3. a 3.–4. února 2024 | Kvalifikační kolo – 1.–2., 2.–3. a 3.–4. února 2024 | Kvalifikační kolo – 1.–2., 2.–3. a 3.–4. února 2024 |
| Domácí                                              | výsledek                                            | hosté                                               | místo konání                                        | areál / hala                                        | povrch                                              |                                                     |
| --------------------------------------------------- | --------------------------------------------------- | --------------------------------------------------- | --------------------------------------------------- | --------------------------------------------------- | --------------------------------------------------- | --------------------------------------------------- |
| Kanada [1]                                          | 3–1                                                 | Jižní Korea                                         | Montréal                                            | IGA Stadium                                         | tvrdý (hala)                                        |                                                     |
| Srbsko [2]                                          | 0–4                                                 | Slovensko                                           | Kraljevo                                            | Sportovní hala Kraljevo                             | antuka (hala)                                       |                                                     |
| Chorvatsko [3]                                      | 1–3                                                 | Belgie                                              | Varaždín                                            | Varaždin Arena                                      | tvrdý (hala)                                        |                                                     |
| Maďarsko                                            | 2–3                                                 | Německo [4]                                         | Tatabánya                                           | Multifunctional Arena                               | tvrdý (hala)                                        |                                                     |
| Nizozemsko [5]                                      | 3–2                                                 | Švýcarsko                                           | Groningen                                           | MartiniPlaza                                        | tvrdý (hala)                                        |                                                     |
| Česko [6]                                           | 4–0                                                 | Izrael                                              | Třinec                                              | Vitality Slezsko                                    | tvrdý (hala)                                        |                                                     |
| Ukrajina                                            | 0–4                                                 | Spojené státy [7]                                   | Vilnius (Litva)                                     | SEB Arena                                           | tvrdý (hala)                                        |                                                     |
| Finsko [8]                                          | 3–1                                                 | Portugalsko                                         | Turku                                               | Gatorade Center                                     | tvrdý (hala)                                        |                                                     |
| Tchaj-wan                                           | 0–4                                                 | Francie [9]                                         | Tchaj-pej                                           | Taipei Tennis Center                                | tvrdý (hala)                                        |                                                     |
| Argentina                                           | 3–2                                                 | Kazachstán [10]                                     | Rosario                                             | Jockey Club de Rosario                              | antuka                                              |                                                     |
| Švédsko [11]                                        | 1–3                                                 | Brazílie                                            | Helsingborg                                         | Helsingborg Arena                                   | tvrdý (hala)                                        |                                                     |
| Chile [12]                                          | 3–2                                                 | Peru                                                | Santiago                                            | Estadio Nacional                                    | tvrdý                                               |                                                     |

## 1. světová skupina
Zápasy 1. světové skupiny se konaly mezi 13.–14., respektive 14.–15. zářím 2024. Nastoupilo do nich dvacet čtyři týmů, které vytvořily dvanáct párů. Dvoudenní vzájemná mezistátní utkání proběhla ve formátu domácího a hostujícího týmu do tři vítězných bodů (čtyři dvouhry a čtyřhra). Vítězové postoupili do 1. kvalifikačního kola 2025 a na poražené čekala účast v baráži 1. světové skupiny 2025.

1. světové skupiny se zúčastnilo dvacet čtyři týmů:
- 12 poražených týmů z kvalifikačního kola 2024
- 12 vítězných týmů z baráže 1. světové skupiny 2024

| Nasazené týmy 1. Srbsko (5.) 2. Chorvatsko (7.) 3. Švédsko (18.) 4. Kazachstán (19.) 5. Jižní Korea (21.) 6. Švýcarsko (22.) 7. Maďarsko (23.) 8. Portugalsko (24.) 9. Rakousko (25.) 10. Bosna a Hercegovina (26.) 11. Izrael (27.) 12. Kolumbie (28.) | Nenasazené týmy - Tchaj-wan (29.) - Japonsko (30.) - Norsko (31.) - Turecko (32.) - Dánsko (33.) - Peru (34.) - Ukrajina (35.) - Indie (36.) - Řecko (38.) - Litva (40.) - Polsko (41.) - Egypt (43.) |

Žebříček ITF k 5. únoru 2024.
| 1. světová skupina – 13.–14. a 14.–15. září 2024 | 1. světová skupina – 13.–14. a 14.–15. září 2024 | 1. světová skupina – 13.–14. a 14.–15. září 2024 | 1. světová skupina – 13.–14. a 14.–15. září 2024 | 1. světová skupina – 13.–14. a 14.–15. září 2024 | 1. světová skupina – 13.–14. a 14.–15. září 2024 | 1. světová skupina – 13.–14. a 14.–15. září 2024 |
| Domácí                                           | výsledek                                         | hosté                                            | místo konání                                     | areál / hala                                     | povrch                                           |                                                  |
| ------------------------------------------------ | ------------------------------------------------ | ------------------------------------------------ | ------------------------------------------------ | ------------------------------------------------ | ------------------------------------------------ | ------------------------------------------------ |
| Srbsko [1]                                       | 3–1                                              | Řecko                                            | Bělehrad                                         | Hala Aleksandara Nikoliće                        | tvrdý (hala)                                     |                                                  |
| Chorvatsko [2]                                   | 4–0                                              | Litva                                            | Varaždín                                         | Varaždin Arena                                   | tvrdý (hala)                                     |                                                  |
| Švédsko [3]                                      | 4–0                                              | Indie                                            | Stockholm                                        | Kungliga tennishallen                            | tvrdý (hala)                                     |                                                  |
| Kazachstán [4]                                   | 1–3                                              | Dánsko                                           | Astana                                           | Národní tenisové centrum Daulet                  | tvrdý (hala)                                     |                                                  |
| Polsko                                           | 1–3                                              | Jižní Korea [5]                                  | Zelená Hora                                      | Hala CRS v Zelené Hoře                           | tvrdý (hala)                                     |                                                  |
| Švýcarsko [6]                                    | 4–0                                              | Peru                                             | Biel                                             | Swiss Tennis Arena                               | tvrdý (hala)                                     |                                                  |
| Egypt                                            | 2–3                                              | Maďarsko [7]                                     | Káhira                                           | Sportovní klub Gezira                            | antuka                                           |                                                  |
| Norsko                                           | 3–1                                              | Portugalsko [8]                                  | Bekkestua                                        | Nadderud Arena                                   | tvrdý (hala)                                     |                                                  |
| Rakousko [9]                                     | 3–0                                              | Turecko                                          | Bad Waltersdorf                                  | Sportaktivpark Bad Waltersdorf                   | antuka                                           |                                                  |
| Tchaj-wan                                        | 3–2                                              | Bosna a Hercegovina [10]                         | Tchaj-pej                                        | Tenisové centrum v Tchaj-peji                    | tvrdý (hala)                                     |                                                  |
| Izrael [11]                                      | 3–1                                              | Ukrajina                                         | Larnaka (Kypr)                                   | Herodotou Tennis Academy                         | tvrdý                                            |                                                  |
| Japonsko                                         | 3–1                                              | Kolumbie [12]                                    | Tokio                                            | Ariake Coliseum                                  | tvrdý                                            |                                                  |

### Baráž
Baráž 1. světové skupiny se konala 2. až 4. února 2024. Do baráže nastoupilo dvacet čtyři družstev, která vytvořila dvanáct párů. Jednotlivé dvojice odehrály dvoudenní mezistátní utkání ve formátu na tři vítězné body (čtyři dvouhry a čtyřhra). Jeden z členů dvojice hostil duel na domácí půdě. Vítězové postoupili do zářijové 1. světové skupiny 2024 a na poražené čekala účast ve 2. světové skupině 2024 hrané také v září.
Baráž 1. světové skupiny hrálo dvacet čtyři týmů:
- 12 poražených týmů z 1. světové skupiny 2023
- 12 vítězných týmů z 2. světové skupiny 2023

| Nasazené týmy 1. Kolumbie (20.) 2. Japonsko (24.) 3. Rakousko (27.) 4. Ekvádor (28.) 5. Norsko (29.) 6. Rumunsko (30.) 7. Bosna a Hercegovina (33.) 8. Uzbekistán (36.) 9. Turecko (37.) 10. Dánsko (38.) 11. Indie (39.) 12. Litva (40.) | Nenasazené týmy - Nový Zéland (41.) - Mexiko (42.) - Bulharsko (43.) - Řecko (44.) - Pákistán (45.) - Lotyšsko (47.) - Libanon (48.) - Irsko (50.) - Polsko (51.) - Egypt (55.) - Lucembursko (64.) - Gruzie (66.) |

Žebříček ITF k 18. září 2023.
| Baráž 1. světové skupiny – 2.–3. a 3.–4. února 2024 | Baráž 1. světové skupiny – 2.–3. a 3.–4. února 2024 | Baráž 1. světové skupiny – 2.–3. a 3.–4. února 2024 | Baráž 1. světové skupiny – 2.–3. a 3.–4. února 2024 | Baráž 1. světové skupiny – 2.–3. a 3.–4. února 2024 | Baráž 1. světové skupiny – 2.–3. a 3.–4. února 2024 | Baráž 1. světové skupiny – 2.–3. a 3.–4. února 2024 |
| Domácí                                              | výsledek                                            | hosté                                               | místo konání                                        | areál / hala                                        | povrch                                              |                                                     |
| --------------------------------------------------- | --------------------------------------------------- | --------------------------------------------------- | --------------------------------------------------- | --------------------------------------------------- | --------------------------------------------------- | --------------------------------------------------- |
| Kolumbie [1]                                        | 3–2                                                 | Lucembursko                                         | Bogota                                              | Club Bellavista Colsubsidio                         | antuka                                              |                                                     |
| Libanon                                             | 1–3                                                 | Japonsko [2]                                        | Káhira (Egypt)                                      | Smash Sporting Club                                 | antuka                                              |                                                     |
| Irsko                                               | 0–4                                                 | Rakousko [3]                                        | Limerick                                            | UL Sport Arena                                      | tvrdý (hala)                                        |                                                     |
| Egypt                                               | 3–1                                                 | Ekvádor [4]                                         | Káhira                                              | Gezira Sporting Club                                | antuka                                              |                                                     |
| Norsko [5]                                          | 4–0                                                 | Lotyšsko                                            | Gjøvik                                              | Gjøvik Olympiske Fjellhall                          | tvrdý (hala)                                        |                                                     |
| Řecko                                               | 4–0                                                 | Rumunsko [6]                                        | Ano Liosia                                          | Olympijská hala Ano Liosia                          | tvrdý (hala)                                        |                                                     |
| Bulharsko                                           | 1–3                                                 | Bosna a Hercegovina [7]                             | Burgas                                              | Tennis Center Avenue                                | tvrdý (hala)                                        |                                                     |
| Uzbekistán [8]                                      | 0–4                                                 | Polsko                                              | Taškent                                             | Humo Arena                                          | tvrdý (hala)                                        |                                                     |
| Nový Zéland                                         | 1–3                                                 | Turecko [9]                                         | Auckland                                            | ASB Tennis Arena                                    | tvrdý                                               |                                                     |
| Mexiko                                              | 1–3                                                 | Dánsko [10]                                         | Zapopan                                             | Hacienda San Javier                                 | antuka                                              |                                                     |
| Pákistán                                            | 0–4                                                 | Indie [11]                                          | Islámábád                                           | Pákistánský sportovní komplex                       | tráva                                               |                                                     |
| Litva [12]                                          | 3–2                                                 | Gruzie                                              | Vilnius                                             | SEB Arena                                           | tvrdý (hala)                                        |                                                     |

## 2. světová skupina
Zápasy 2. světová skupina proběhly mezi 13.–14. , respektive 14.–15. zářím 2024. Nastoupilo do nich dvacet čtyři družstev, která vytvořila dvanáct párů. Dvoudenní vzájemná mezistátní utkání se konala ve formátu domácího a hostujícího týmu do tři vítězných bodů (čtyři dvouhry a čtyřhra). Vítězové postoupili do baráže 1. světové skupiny 2025 a na všechny poražené čekala účast v  baráži 2. světové skupiny 2025.

2. světové skupiny se zúčastnilo dvacet čtyři týmů:
- 12 poražených týmů z baráže 1. světové skupiny 2024
- 12 vítězných týmů z baráže 2. světové skupiny 2024

| Nasazené týmy 1. Rumunsko (37.) 2. Ekvádor (39.) 3. Uzbekistán (42.) 4. Bulharsko (44.) 5. Pákistán (45.) 6. Lotyšsko (45.) 7. Mexiko (45.) 8. Nový Zéland (45.) 9. Irsko (49.) 10. Libanon (50.) 11. Maroko (51.) 12. Uruguay (52.) | Nenasazené týmy - Barbados (53.) - Jižní Afrika (54.) - Salvador (55.) - Hongkong (56.) - Monako (57.) - Tunisko (58.) - Lucembursko (59.) - Gruzie (60.) - Bolívie (61.) - Čína (62.) - Togo (65.) - Estonsko (66.) |

Žebříček ITF k 5. únoru 2024.
| 2. světová skupina – 13.–14. a 14.–15. září 2024 | 2. světová skupina – 13.–14. a 14.–15. září 2024 | 2. světová skupina – 13.–14. a 14.–15. září 2024 | 2. světová skupina – 13.–14. a 14.–15. září 2024 | 2. světová skupina – 13.–14. a 14.–15. září 2024 | 2. světová skupina – 13.–14. a 14.–15. září 2024 | 2. světová skupina – 13.–14. a 14.–15. září 2024 |
| Domácí                                           | výsledek                                         | hosté                                            | místo konání                                     | areál / hala                                     | povrch                                           |                                                  |
| ------------------------------------------------ | ------------------------------------------------ | ------------------------------------------------ | ------------------------------------------------ | ------------------------------------------------ | ------------------------------------------------ | ------------------------------------------------ |
| Rumunsko [1]                                     | 3–2                                              | Čína                                             | Craiova                                          | Sala Polivalentă                                 | tvrdý (hala)                                     |                                                  |
| Hongkong                                         | 2–3                                              | Ekvádor [2]                                      | Hongkong                                         | Victoria Park Tennis Stadium                     | tvrdý                                            |                                                  |
| Uzbekistán [3]                                   | 3–1                                              | Estonsko                                         | Taškent                                          | Sportovní centrum Sachovat                       | tvrdý                                            |                                                  |
| Bulharsko [4]                                    | 3–2                                              | Salvador                                         | Plovdiv                                          | Tenisový klub Lokomotiv                          | antuka                                           |                                                  |
| Barbados                                         | 3–1                                              | Pákistán [5]                                     | Bridgetown                                       | Národní tenisové centrum                         | tvrdý                                            |                                                  |
| Togo                                             | 4–0                                              | Lotyšsko [6]                                     | Lomé                                             | Stade Omnisport de Lomé                          | tvrdý                                            |                                                  |
| Gruzie                                           | 3–2                                              | Mexiko [7]                                       | Tbilisi                                          | Tenisový komplex Alexe Metreveliho               | tvrdý                                            |                                                  |
| Nový Zéland [8]                                  | 2–3                                              | Lucembursko                                      | Palmerston North                                 | Fly Palmy Arena                                  | tvrdý (hala)                                     |                                                  |
| Tunisko                                          | 3–2                                              | Irsko [9]                                        | Tunis                                            | Tennis Club de l'Avenir Sportif de la Marsa      | antuka                                           |                                                  |
| Libanon [10]                                     | 3–1                                              | Jižní Afrika                                     | Káhira (Egypt)                                   | Sportovní klub Palm Hills                        | antuka                                           |                                                  |
| Maroko [11]                                      | 0–4                                              | Monako                                           | Marrákeš                                         | Royal Tennis Club de Marrakech                   | antuka (hala)                                    |                                                  |
| Bolívie                                          | 1–3                                              | Uruguay [12]                                     | Santa Cruz                                       | Las Palmas Country Club                          | antuka                                           |                                                  |

### Baráž
Baráž 2. světové skupiny se konala 2.–4. února 2024 s dvaceti čtyřmi družstvy, které vytvořily dvanáct párů. Dvoudenní vzájemná mezistátní utkání probíhala ve formátu domácího a hostujícího týmu do tři vítězných bodů (čtyři dvouhry a čtyřhra). Vítězové postoupili do zářijové 2. světové skupiny 2024 a na poražené čekala účast ve 3. skupinách kontinentálních zón 2024.
Baráž 2. světové skupiny hrálo dvacet čtyři týmů:
- 12 poražených týmů z 2. světové skupiny 2023
- 12 vítězných týmů z baráží 3. skupin kontinentálních zón 2023
  - 3 týmy z Evropy
  - 3 týmy z Asie a Oceánie
  - 3 týmy z Ameriky
  - 3 týmy z Afriky

| Nasazené týmy 1. Uruguay (46.) 2. Slovinsko (49.) 3. Tunisko (52.) 4. Salvador (53.) 5. Hongkong (54.) 6. Barbados (56.) 7. Maroko (57.) 8. Jižní Afrika (58.) 9. Indonésie (59.) 10. Bolívie (60.) 11. Estonsko (61.) 12. Monako (62.) | Nenasazené týmy - Paraguay (63.) - Jamajka (65.) - Čína (67.) - Thajsko (68.) - Vietnam (70.) - Zimbabwe (73.) - Kypr (74.) - Írán (75.) - Kostarika (76.) - Pacifická Oceánie (77.) - Moldavsko (86.) - Togo (94.) |

Žebříček ITF k 18. září 2023.
| Baráž 2. světové skupiny – 2.–3. a 3.–4. února 2024 | Baráž 2. světové skupiny – 2.–3. a 3.–4. února 2024 | Baráž 2. světové skupiny – 2.–3. a 3.–4. února 2024 | Baráž 2. světové skupiny – 2.–3. a 3.–4. února 2024 | Baráž 2. světové skupiny – 2.–3. a 3.–4. února 2024        | Baráž 2. světové skupiny – 2.–3. a 3.–4. února 2024 | Baráž 2. světové skupiny – 2.–3. a 3.–4. února 2024 |
| Domácí                                              | výsledek                                            | hosté                                               | místo konání                                        | areál / hala                                               | povrch                                              |                                                     |
| --------------------------------------------------- | --------------------------------------------------- | --------------------------------------------------- | --------------------------------------------------- | ---------------------------------------------------------- | --------------------------------------------------- | --------------------------------------------------- |
| Uruguay [1]                                         | 3–2                                                 | Moldavsko                                           | Montevideo                                          | Carrasco Lawn Tennis Club                                  | antuka                                              |                                                     |
| Čína                                                | 3–2                                                 | Slovinsko [2]                                       | Kanton                                              | Guangzhou Development District International Tennis School | tvrdý                                               |                                                     |
| Tunisko [3]                                         | 3–0                                                 | Kostarika                                           | Tunis                                               | Cité Nationale Sportive El Menzah                          | tvrdý                                               |                                                     |
| Salvador [4]                                        | 4–0                                                 | Pacifická Oceánie                                   | Santa Tecla                                         | Polideportivo de Ciudad Merliot                            | tvrdý                                               |                                                     |
| Hongkong [5]                                        | 3–1                                                 | Zimbabwe                                            | Hongkong                                            | Tenisový stadion Victoria Parku                            | tvrdý                                               |                                                     |
| Jamajka                                             | 2–3                                                 | Barbados [6]                                        | Kingston                                            | Eric Bell National Tennis Centre                           | tvrdý                                               |                                                     |
| Kypr                                                | 1–3                                                 | Maroko [7]                                          | Nikósie                                             | Národní tenisové centrum                                   | tvrdý                                               |                                                     |
| Vietnam                                             | 2–3                                                 | Jižní Afrika [8]                                    | Từ Sơn                                              | Hanaka Paris Ocean Park                                    | tvrdý                                               |                                                     |
| Togo                                                | 3–2                                                 | Indonésie [9]                                       | Lomé                                                | Stade Omnisport de Lomé                                    | tvrdý                                               |                                                     |
| Bolívie [10]                                        | 4–0                                                 | Thajsko                                             | La Paz                                              | Club de Tenis La Paz                                       | antuka                                              |                                                     |
| Írán                                                | –                                                   | Estonsko [11]                                       | Kolombo (Srí Lanka)                                 | Sri Lanka Lawn Tennis Association Complex                  | antuka                                              |                                                     |
| Paraguay                                            | 1–3                                                 | Monako [12]                                         | Asunción                                            | Club Internacional de Tenis                                | antuka                                              |                                                     |

## 3. skupina
Týmy z prvních tří míst každé kontinentální zóny ve 3. skupině postoupily do baráže 2. světové skupiny 2025. Družstva na posledních dvou místech v každé zóně sestoupila do 4. skupiny 2025.

### Americká zóna
- Místo konání: Club Internacional de Tenis, Asunción, Paraguay (antuka)
- Datum: 17.–22. června 2024[15]

#### Účastníci
- Bahamy
- Bermudy
- Kostarika
- Dominikánská republika
- Guatemala
- Jamajka
- Paraguay
- Portoriko
- Venezuela

Výsledek
- Dominikánská republika, Paraguay a Venezuela postoupily do baráže 2. světové skupiny 2025
- Bahamy a Guatemala sestoupily do 4. skupiny americké zóny 2025

### Zóna Asie a Oceánie
- Místo konání: Jordan Tennis Federation, Ammán, Jordánsko (tvrdý)
- Datum: 10.–15. června 2024[16]

#### Účastníci
- Indonésie
- Írán
- Jordánsko
- Malajsie
- Pacifická Oceánie
- Saúdská Arábie
- Singapur
- Sýrie
- Thajsko
- Vietnam

Výsledek
- Saúdská Arábie, Sýrie a Thajsko postoupily do baráže 2. světové skupiny 2025
- Malajsie a Pacifická Oceánie sestoupily do 4. skupiny zóny Asie a Oceánie 2025

### Zóna Evropy
- Místo konání: Tennis Club Bellevue, Ulcinj, Černá Hora (antuka)
- Datum: 19.–22. června 2024[17]

#### Účastníci
- Ázerbájdžán
- Kypr
- Kosovo
- Moldavsko
- Černá Hora
- Severní Makedonie
- Slovinsko

Výsledek
- Černá Hora, Kypr a Slovinsko postoupily do baráže 2. světové skupiny 2025
- Ázerbájdžán a Kypr sestoupily do 4. skupiny evropské zóny 2025

### Zóna Afriky
- Místo konání: National Tennis Centre, Abuja, Nigérie (tvrdý)
- Datum: 15.–20. července 2024[18]

#### Účastníci
- Benin
- Ghana
- Pobřeží slonoviny
- Namibie
- Nigérie
- Zimbabwe

- Namibie, Nigérie a Zimbabwe postoupily do baráže 2. světové skupiny 2025
- Ghana a Pobřeží slonoviny sestoupily do 4. skupiny zóny Afriky 2025

## 4. skupina
Týmy z prvních dvou míst každé kontinentální zóny ve 4. skupině postoupily do 3. skupiny odpovídající zóny v roce 2025. Družstva na posledních dvou místech v asijsko-oceánské a africké zóně sestoupila do 5. skupiny odpovídajících zón v roce 2025.

### Americká zóna
- Místo konání: National Racquet Sports Centre, Tacarigua, Trinidad a Tobago (tvrdý)
- Datum: 22.–27. července  2024[19]

#### Účastníci
- Antigua a Barbuda
- Aruba
- Kuba
- Haiti
- Honduras
- Nikaragua
- Svatá Lucie
- Trinidad a Tobago
- Americké Panenské ostrovy

Výsledek
- Aruba a Honduras postoupily do 3. skupiny americké zóny 2025

### Zóna Asie a Oceánie
- Místo konání: Morodok Techo National Sports Complex, Phnompenh, Kambodža (tvrdý)
- Datum: 10.–13. července 2024[20]

#### Účastníci
- Kambodža
- Irák
- Kuvajt
- Kyrgyzstán
- Myanmar
- Katar
- Srí Lanka
- Spojené arabské emiráty

Výsledek
- Kambodža a Srí Lanka postoupily do 3. skupiny zóny Asie a Oceánie 2025
- Myanmar a Spojené arabské emiráty sestoupily do 5. skupiny zóny Asie a Oceánie 2025

### Zóna Evropy
- Místo konání: National Sport Park, Tirana, Albánie (tvrdý)
- Datum: 12.–15. června 2024[21]

#### Účastníci
- Andorra
- Arménie
- Island
- Lichtenštejnsko
- Malta
- San Marino

#### Inaktivní týmy
- Bělorusko (suspenzace)
- Rusko (suspenzace)

Výsledek
- Arménie a Malta postoupily do 3. skupiny evropské zóny 2025

### Zóna Afriky
- Místo konání: Academia de Ténis Kikuxi Villas Club, Luanda, Angola (tvrdý)
- Datum: 19.–22. června 2024[22]

#### Účastníci
- Alžírsko
- Angola
- Burundi
- Kamerun
- Konžská DR
- Keňa
- Rwanda
- Senegal

Výsledek
- Alžírsko a Senegal postoupily do 3. skupiny zóny Afriky 2025
- Kamerun a Rwanda sestoupily do 5. skupiny zóny Afriky 2025

## 5. skupina
Týmy z prvních dvou míst kontinentální zóny v 5. skupině postoupily do 4. skupiny odpovídající zóny v roce 2025. 

### Zóna Asie a Oceánie
- Místo konání: Polytechnická univerzita, Madinat 'Isa, Bahrajn (tvrdý)
- Datum: 20.–23. listopadu 2024[23]

#### Účastníci
- Bahrajn
- Bangladéš
- Bhútán
- Brunej
- Guam
- Laos
- Macao
- Maledivy
- Mongolsko
- Nepál
- Severní Mariany
- Filipíny
- Tádžikistán
- Turkmenistán
- Jemen

Výsledek
- Nepál a Filipíny postoupily do 4. skupiny zóny Asie a Oceánie 2025

### Zóna Afriky
- Místo konání: National Tennis Centre, Gaborone, Botswana (tvrdý)
- Datum: 17.–20. července 2024[24]

#### Účastníci
- Botswana
- Kongo
- Džibutsko
- Etiopie
- Gabon
- Lesotho
- Madagaskar
- Mauritánie
- Mauricius
- Mosambik
- Seychely
- Súdán
- Tanzanie
- Uganda

Výsledek
- Gabon a Mauricius postoupily do 4. skupiny zóny Afriky 2025